# 尚索
尚索（法語：Chanceaux，法語發音：[ʃɑ̃so]）是法国科多尔省的一个市镇，属于第戎区。

## 地理
尚索（47°31'9"N, 4°43'5"E）面积21.27 平方千米，位于法国勃艮第-弗朗什-孔泰大區科多尔省，该省份为法国中东部省份，北起奥布省，西接涅夫勒省和约讷省，南至索恩-卢瓦尔省，东南接汝拉省，东临上索恩省，东北部与上马恩省接壤。
与尚索接壤的市镇（或旧市镇、城区）包括：普瓦瑟勒拉格朗日、佩勒雷、伊尼翁河畔蓬塞、比利莱尚索、苏尔斯塞纳、弗罗卢瓦、拉马热勒。

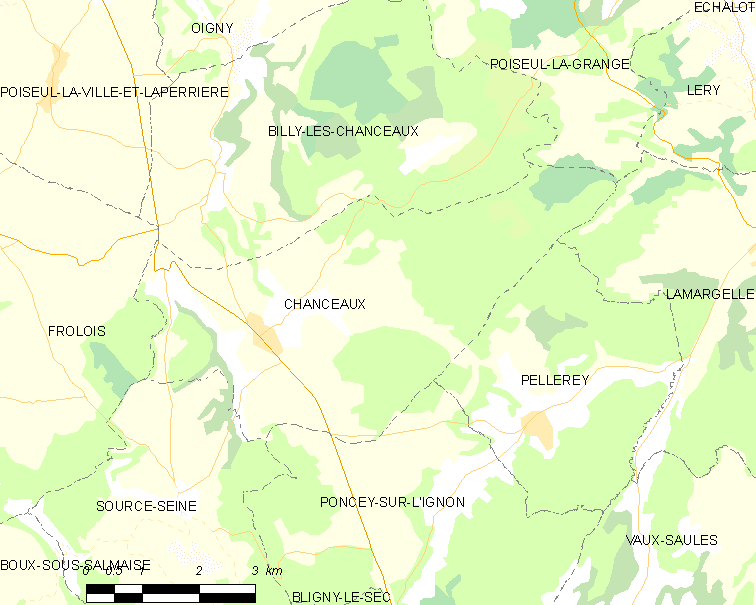
尚索的OSM定位图

尚索的时区为UTC+01:00、UTC+02:00（夏令时）。

## 行政
尚索的邮政编码为21440，INSEE市镇编码为21142。

## 政治
尚索所属的省级选区为蒂耶河畔伊斯县。

## 人口

1962-2008年间尚索人口变化图示

尚索于2022年1月1日时的人口数量为206人。